# Nonsense Club
El Nonsense Club o Club de l'absurd era un club satíric i escandalós fundat al voltant de 1750, entorn de l'escola de Westminster, a la Gran Bretanya.
Els seus membres van incloure els poetes com Charles Churchill i Robert Lloyd, el parodista Bonnell Thornton, el poeta de la naturalesa William Cowper, i el dramaturg George Colman. A algunes de les reunions de grup sembla que hi va assistir també William Hogarth. El club va fomentar algunes de les discussions polítiques més importants del seu temps.